# Atractus apophis
Atractus apophis — вид змій родини полозових (Colubridae). Ендемік Колумбії.

## Поширення і екологія
Atractus apophis відомі з типової місцевості, розташованої в Археологічному парку Сан-Аґустін в департаменті Уїла, на західних схилах Центрального хребта Колумбійських Анд, на висоті 1500 м над рівнем моря. Вони живуть в гірських тропічних лісах.